# ألافاندهان
ألافاندهان معناه الشخص الذي أتى للحكم وهو فيلم إثارة نفسيهندي أخرجه سوريش كريسنا من إنتاج المنتج ثانو، اُقتبس هذا الفيلم  من رواية "دهايام" التي كتبها كمال حسان في عام 1984، نجم الفيلم هو حسان بدوريه الثنائي المزدوج مع رافينا تاندون ومانيشا كويرالا وسارات بابووقولابودي ماريوتي راو ومادوري مان ومايلاند قوناجي ماريوتي في أدوار داعمة. يضمن الفيلم تقنية الواقعية السحرية (العجائبية).
تم تصوير الفيلم في آن واحد مع ثلاثة ممثلين مختلفين  باللغة الهندية تحت عنوان (ابهاي) والتي تعني  بلا خوف، بالرغم من عدم نجاحه تجاريا  أثناء إصداره إلا أن افاندهان وابهايون فازا بجائزة  الفيلم الوطني لأفضل المؤثرات الخاصة.

## الحبكة
ينقذ الرائد فيجاي كومار وفريقه من القطة السوداء مجموعة من السياح المحتجزين كرهائن من قبل الإرهابيين في وادي كشمير، في الوقت نفسه يلتقي فيجاي في مستشفى عسكري بحبيبته تيجا سويني الملقبه بتيجو وهي مقدمة أخبار وهو مستعد للزواج منها. تكشف تيجو أنها حامل بعد أن أرسلت تقرير موجات الغدد التناسلية المشيمية الذي يكشف عن حملها إلى فيجاي بعد عدم استطاعتهم حضور أحد مواعيدهم، ثم يكشف فيجاي لتيجو عن خطته لزيارة شقيقه التوأم ناندا كومار المعروف باسم ناندو الذي دخل سجن المصحة العقلية لقتل زوجة أبيه جايانثي.
ناندو يخطط بذكاء ولديه قوة بدنية جيدة ولكنه رجل مصاب بالفصام وبجنون العظمة قضى معظم حياته في الملجأ، وغالبا ما يتواصل باستخدام الاستعارات والتعبيرات الشعرية، يهتم فيجاي بناندو ويتطلع إلى إطلاق سراحه لكن معالج ناندو يخبره أن ناندو أصبح مختل عقليا وإنه الآن يُشكل خطراً على المجتمع ولا ينبغي إطلاق سراحه.
يذهب فيجاي و تيجو لزيارة ناندو لمشاركة خبر زواجهما الوشيك الذي يتحول إلى كارثة حيث يبدأ ناندو في رؤية تيجو في صورة جايانثي، سعيا لإنقاذ فيجاي من تيجو ققد تمكن ناندو من الفرار من الاحتجاز بعد مقتل سجينين هما سولثان وباشا، لم يترك أي أثر من آثار القتل حتى يستطيع الهرب بشكل نظيف. التقى لاحقا بعمه الذي كان مسؤولا عن سجنه، يموت الرجل بسبب الاختناق عند رؤية ابن أخيه. تزوج فيجاي وتيجو وفي اليوم التالي صدم فيجاي وتيجو عندما علموا بهروب ناندو، يرفض فيجاي في البداية تصديق أن ناندو أخيه هو الذي هرب ولكن معالج ناندو يعتقد أن ناندو بالفعل هو الذي هرب بسبب التشابه بين ختان كل من ناندو وصديقه المقتول سولثان لأسباب صحية بعد تحليل جثه سولثان التي قُطع رأسها مما يثبت ختان ناندو، في وقت لاحق اقتنع فيجاي بأنه ناندو.
يزور ناندو منزل فيجاي عندما لا يكون متواجدا في المنزل ويترك رسالة حول الرغبة في قتل تيجو ويستمر في الهلوسة وتخيل والدته المتوفاة، أثناء البحث عن تيجو يقتل ناندو بائع مخدرات متجول ويقع في حب شارميلي الاجتماعية من خلال النظر إلى ملصقاتها الترويجية، عثر بالصدفة على شارملي في الفندق، تقع شارملي بحب ناندو بسبب تصرفاته الغريبة ويصبح كلاهما قريبا من بعضهما البعض، كلاهما مخدران ومنشيان، بشكل مازح تجلد شارملي ناندو مما يجعله عن غير قصد يتصور جلد جايانثي وقتلها بوحشية نتيجة لذلك، بعد عودته إلى رشده يندم على أفعاله ويحرق جثة شارملي بدموع قبل الخروج من الغرفة، لكنه يترك وراءه أدلة تجعل فيجاي يستنتج من خلالها أنه القاتل.
يغادر فيجاي وتيجو إلى منزل أجداد فيجاي في أوتي للبقاء في مأمن من ناندو لكنه يتبعهما سرا. وجد فيجاي وتيجو مذكرات ناندو القديمة في المنزل ومن خلالها استطاعوا قراءة ماضيه: انتحرت بريا والدة فيجاي وناندو بعد أن أدركت أن سانتوش والدهما كان على علاقة غرامية مع جايانثي التي أصبحت فيما بعد زوجة أبيهما. كلا الأخوين يكرهانها وخاصة ناندو، يشكو المعلم من تصرفات ناندو ويبرر ناندو أن هذا انعكاسا للبيئة المنزلية. بشكل غاضب يضرب سانتوش كلا ابنيه لعدم إعجابهم بزوجته الجديدة.
في أحد الأيام علم فيجاي أن جايانثي على علاقة مع رجل آخر ويحاول ناندو إخبار والده بذلك لكنه لم يعر الموضوع أي اهتمام وبدلا من ذلك ضربه. يناشد ناندو عمه أن يأخذه معه ولكن بما أنه يعاني من سرطان الحلق فقد رفض ذلك واقترح إرساله إلى مدرسة داخلية، في النهاية يغادر فيجاي مع عمه إلى مدرسة داخلية بينما يبقى ناندو في المنزل.
يزداد الوضع سوءً في المنزل مع تحول ناندو وجايانتي إلى التعامل بالعنف ويصاب سانتوش بنوبة قلبية. يسمع ناندو محادثة بين جايانثي ومحامي ثم أدرك أنها لا تسعى إلا لثروة والده.
عندما علم سانتوش بهذا تأثر ومات بسبب نوبة قلبية أخرى. يبدأ ناندو الآن في رؤية والديه المتوفين في هلوساته ونتيجة لذلك تحول إلى مختل عقليا وبسبب تصرفات جايانثي الغريبة القاسية أيضًا، من خلال هلوساته تخيل أن والدته اسندت اليه مهمة قتل جايانثي ومنحته سكينا عسكريا، يطعن ناندو جايانثي بالسكين ولكن قبل أن تموت تتعهد بأنها ستعود، فيبقى ناندو مع جثة جايانثي في المنزل قبل سجنه في الملجأ.
في الوقت الحاضر علم فيجاي من صديقه القديم تينوش كوث أن ناندو قد وصل إلى منطقة أوتي، يصل فيجاي في الوقت المحدد لينقذ حبيبته تيجو من ناندو الذي دخل الى غرفتهم في الفندق وغادر معها، يقرر ناندو بعد الحصول على وشم على شكل ثعبان في جميع أنحاء جسده يشبه الرابطة بين الإخوة من قبل تينوش كوث الانتقام من تيجو. إنه يطارد الزوجين المضطربين عبر الطرقات، بعد فترة من الوقت استطاعوا الهروب من براثن ناندو وتمكن فيجاي من دفع سيارة ناندو إلى الهاوية معتقدا أنه مات، مع ذلك يهرب ناندو ويواصل دربه، يخطط فيجاي لمغادرة المدينة ثم لاحظ قدوم ناندو إلى الفندق سرا.
يحاول فيجاي ورجله المغوار القبض عليه لكنه يقتل الكثيرين. أخيرا يتشاجر الأخوان حيث يتغلب ناندو على فيجاي و يحاصر تيجو التي بدأت في ضربه بحزام دفاعا عن النفس وهي تذكر ناندو بطريقة جايانثي في معاقبته عندما كان طفلا، يصل فيجاي بحلول ذلك الوقت وينشب قتال آخر بين الإخوة، يتصور ناندو والدته وهي تطلب منه الانضمام إليها حيث تقوم جايانثي بتعذيبها هناك في العالم الاخر، يدرك خطأه ويعتذر لفيجاي عن مطاردة تيجو و لقتل جايانثي، ثم أشعل بعض اسطوانات الغاز التي انفجرت وقتلت ناندو.
بعد بضعة أشهر تم الكشف عن أن تيجو حامل بتوأم، إنها تخشى أن يكون لديهم نفس الطفولة المؤلمة التي عاشها فيجاي وناندو ولكن فيجاي يريحها بإخبارها أنهم سيمنحونهم رعاية أبوية جيدة ولن يحدث مثل هذا الشيء.

## طاقم التمثيل

### النسخة التاملية
- كمال حسن بدور ثنائي
  - الرائد فيجاي كومار (بطل الرواية)
  - ناندا كومار (ناندو) (خصم)
- رافينا تاندون بدور  تيجا سويني "تيجو"، مراسلة الأخبار لقناة ستار نيوز و زوجة فيجاي.
- مانيشا كويرالا بدور شاريلي، الاجتماعية وصديقة ناندو الذي قتلها.
- مادهوراي جي إسماني بدور المعالج النفسي.
- ميليند جومانجي بدور  العقيد سانتوش كومار، والد ناندو وفيجاي؛ أرمل بريا؛ زوج جايانثي الراحلة.(قام ناصير بالدبلجة الصوت)
- سارات بابو بدور والد تيجا سويني
- فاتحيما بابو بدور والدة تيجا سويني
- أنو حسن بدوربريا كومار والدة ناندو ولايجي والزوجة الأولى لسانتوش
- كيتو جيدواني بدور  جايانثي كومار على زوجة والد ناندو و فايجي القاسية و الزوجة الثانية لسانتوش
- رياز خان بدور سولثان
- فيكرام جوكهيل بدور عم ناندو وفايجي
- بووفيلانجو موهان بدور ناظرني مدرسة فايجي وناندو
- ياشبال شارما بدور مقاتل كشميري
- ميجر رافي بدور مينون صديق فايجي في القطط السوداء
- فيكرام دهارما بدور بائع المخدرات المتجول
- نسار خان بدور سونو، صديق فيجاي  القط الأسود
- راجي إيير بدور مالاثي، زميل تيجو في قناة ستار نيوز
- كريشنا بهات بدور تينوش كوث، وهو رجل قبائل كوتا المضطرب عقليا
- ميرشي شيفا في أغنية "سيري سيري" (دور غير معتمد)

### النسخة الهندية
- جميع الشخصيات المذكورة آنفا في النسخة التاملية هي نفسها في النسخة الهندية باستثناء اسم ناندو و شخصية المعالج و شخصيات واللدّي تيجو سويني حيث قام ممثلون آخرون بتقديمها.
  - كمال حسن
    - ابهاي كومار (الخصم)[3]
    - العميد فايجي كومار

  - نافين نيستشوب بدور رافيندر، والد تيجا سويني[3]
  - سميتا جايكار بدور جييتا والدة تيجا سويني
  - شريفا لابه فياس بدور سرينيفاسا راو، المعالج النفسي

## الإنتاج
| دهايام هي رواية كتبها كمال لمجلة منذ فترة طويلة، وتحدثت عن زوج من الأخوين التوأم، أحدهما "حيوان" (ناندو ) والآخر "حيوان مدرب" (فايجي). أردنا توضيح هذا التباين وبدأنا على هذا الاساس. كان على "الحيوان" أن يبدو مختلف قليلا، وهذا هو السبب في أن السيد كمال أصبح أصلعومتضخما كما لم يحدث من قبل [...] كان "الحيوان المدرب" كوماندوزا محطما بنهج منطقي. عادة، تفشل معظم الأفلام ذات شخصيات توأم فيإظهار الفرق الحقيقي بين الأخوين. لإبراز هذا التباين، أطلق كمال النار على فيجاي أولا ثم أظهر شخصية ناندهو. سوريش كريسنا، في عام 2017 |

في أوائل الثمانينيات، كتب كمال حسن قصة بعنوان دهايام  لمجلة" ادهايام بيسقيراد"، خلال هذه الفترة ناقش تحويل القصة إلى فيلم مع كي بالشاندر لكنه شعر أن القصة كانت سابقة لأوانها، في عام 2000 اختار القصة مرة أخرى ووافق على صنع الفيلم مع المخرج سوريش كريسنا وهو مساعد سابق لبالاشاندر والمنتج اس ثانو. عندما وافق ثانو على إنتاج فيلم لحسان رفض في البداية الحبكة التي كتبها  بامال ك سامباندام ونالا داماينثي. دفع هذا الإثنين إلى البدء في العمل على دهايام بدلا من ذلك وتم الكشف عن أن الفيلمسيكون باسم "ألافاندهان" باللغة التاميلية وأبهاي باللغة الهندية. تم توزيع أبهاي من قبل شركة شرنقار للافلام  المشهورة، تم توقيع ماهيش ماهاديفان لتأليف الموسيقى الخلفية واُختير تيرو ليكون المصور السينمائي وسمير شاندا ليكون المدير الفني، عمل الممثل جايام رافي أيضا على الفيلم كمساعد مخرج.
تم إعلان الفيلم لأول مرة على ان يكون مع حسان و سيمران وممثلة بوليوود راني موخرجي بظهور خاص. كلا الممثلين تركا المشروع لتأخره في البداية وحلت محلهما رافينا تاندون ومانيشا كويرالا. حاول المنتج  دهانو في البداية إشراك آيشواريا راي لتمثيل في الفيلم ولكن الممثلة لم توقع على المشروع.
قام المنتج باتصال اولي بالملحن هاريس جاياراج للقيام بموسيقى للفيلم وأكد أنه سيقدمه كملحن موسيقي قبل مينال، لكن هاريس رفض لأنه مدين للقيام بفيلمه الأول مع جوثام فاسوديف مينون. في وقت لاحق تم توقيع الموسيقيين الثلاثة شنكر -احسان-لوي كملحنين موسيقيين.
 أظهر الفيلم حسان في دورين متميزين، أحدهما وهم محلق رأسه حتى أصبح  أصلع واكتسب عشرة كيلوغرامات. أما للقيام بالدور الآخر في الفيلم، فقد ذهب إلى أكاديمية الدفاع الوطني لدورة مكثفة واستشار أيضا دوره المشارك الرائد رافي، الذي كان ضابطا سابقا في الجيش الهندي. تكليف مصمم الرقصات المبهجة غرانت بيج، الذي عمل في الفيلم الأمريكي إنه عالم مجنون مجنون مجنون مجنون، بتأليف مشاهد مغامرات خطيرة في كشمير.
تم تصوير مشهد تسلسلي قتالي آخر في دلهي لمدة 15 يوما باستخدام 39 سيارة مع 3 كاميرات مع آلة تسمى "ايرامب" ُحضرت من الخارج لتصوير مشاهد القفز.

## موسيقى الفيلم
تم تلحين موسيقى الفيلم من قبل الموسيقيين الثلاثة شنكر -احسان-لوي صانعين ظهورهم الأول في النسخة التاميلية وقام ماهيش ماهاديفان بتلحين الموسيقى التصويرية .
يحتوي الفيلم على ستة مسارات في كلا من النسخة التاميلية والهندية بكلمات من كتابة فايراموثو  وجاويد اختر بشكل متوالي .
تم إصدار ألبوم النسخة التاميلية للفيلم في 24 سبتمبر 2001 وأنشأ رقما قياسيا من خلال بيع أكثر من 2،000،000 نسخة في أقل من ثماني ساعات من إصداره  ومع ذلك وفقا لريديف فإنه لم يرقى إلى مستوى التوقعات. جميع المسارات الموسيقية كتبها  فايراموث.

## الإصدار
بدأ الفيلم بميزانية قدرها 7 كرور روبية، تضاعفت التكاليف المرتبطة بألافاندهان ثلاث مرات بحلول وقت الإصدار. تم إصدار الفيلم في 16 نوفمبر 2001، خلال فترة (ديوالي)  وهوعيد في الديانة الهندوسية. تم شراء النسخة الهندية أبهاي في ماهاراشترا من قبل أفلام شرينغار المشهورة. تم زيادة عدد المطبوعات في تاميل نادو بما يقرب من 5 أضعاف المتوسط. حصل كل من  ألافاندهان  وأبهاي على شهادة (للبالغين) من المجلس المركزي لشهادات الأفلام لاحقًا، أعيد فحص كليهما عند الطلب للحصول على شهادة "يو أي"لتحديد العمر المناسب لمشاهدة الفيلم.
ترأس الفلم القائمة الافتتاحية للنهاية أسبوع عيد الدوالي في شباك التذاكر لكنه لم يكن ناجحا، بناءً على ماورد من بوليوود هانجاما فإن ابهاي قد جمع 2.02 كرور روبية في شباك التذاكر.

## التعليقات التي تلقاها الفيلم
كانت التعليقات الأولية في وقت إصدار الفيلم مختلطة. قال مالاثي رانجاراجان من الصحيفة الهندوسية "ذا هندو": في بعض الأحيان يمكن أن تؤثر الدعايات الكثيرة سلبا على الفيلم بسبب التوقعات الكبيرة التي تبنيها، في حالة فلم ألافاندهان ويبدو أن الضجيج والسمعة الذي اكتسبته خلال عدة أشهر مرضية إلى حد ما". أشاد فيسوال داجان من كالكي على  تمثيل حسان وموسيقاه ومؤثراته البصرية والفلاش باك وتصويره السينمائي والتحرير الذي قام به. فاز الفيلم بجائزة الفيلم الوطني لأفضل مؤثرات خاصة في جوائز السينما الوطنية التاسعة والأربعين في عام  2002.
تعليقًا على النسخة الهندية ابهاي، يقول  تاران ادارش عمومًا ابهاي ليس لديها أي شيء لتقدمه للجماهير والناس الفقراء.
قال المؤلف ريدف و سوامنيث : "ماذا يحدث عندما يطور ممثل موهوب بشكل استثنائي رغبة لا يمكن تفسيرها في الخوض في الجانب المظلم من النفس البشرية، والأسوأ من ذلك تقديمها بشكل مضحك ومرح حسنا، على الاقل، حصلت على فيلم يسمى أبهاي." صنف فيجاي رامانان من كوكب بوليوود الفيلم 5.5 من أصل 10، قائلا: "يسقط الفيلم على وجهه بسبب فشله في أهم قسمين لصناعة الأفلام هما كتابة السيناريو و الإخراج [...] يبدو تقريبا كما لو أن كمال حسن وسروش كريشنا كانا منتشين بالمخدرات أثناء صنع هذا الفيلم."قال سميرت كاشياب من موقع "فولهيد" ان الفيلم يعتبر خيبة أمل كبيرة. إنه يفتقر إلى عنصر الظهورالمفاجئ و والمشاهد التي تسبب الدهشة بما يكفي لتشجيع المشاهد للذهاب إلى المسرح ومشاهدته. وان وضع  الفيلم في شريط تسجيل يعتبر شيئاً مبالغا فيه مقارنةً بالمجهود الذي بذله القائمون على الفيلم.
على الرغم من فشل الفيلم تجاريا، إلا أنه تلقى تعليقات إيجابية على مدى السنوات القليلة التي تلته، وتلقى فيما بعد "عبادة كالت" وهو تعاطف الجمهور، حيث ذكر بعض النقاد أن الفيلم "كان سابقًا لأوانه". تم عرض الفيلم في مهرجان فانتاستيك لعام 2016، حيث نال استحسان الجمهور الأمريكي. في عام 2013، أدرج ريديف الفيلم في قائمته، "أفضل 10 أفلام لكمال حسن".

## الجوائز
الجوائز الوطنية للأفلام
- أفضل التأثيرات الخاصة – مادهوسهانان.

جوائز تاميل نادو السينمائية الحكومية
- أفضل محرر – كاسي فيسواناثان

## إعادة الإصدار
- تبعًا لردود الإيجابية التي تلقاها الفيلم في عام 2016  في مهرجان فانتاستك، تم الإعلان عن تخزين نسخة رقمية.[37] في الخامس والعشرين من يناير عام 2023 تم الإعلان عن أن الفيلم سيتم عرضه على أكثر من 1000 شاشة لكن لم يحدد التاريخ.[38]

## نسخة بديلة
- في أبريل 2021، أعلن ثانو أنه سيصدر نسخة معدلة من ألافاندهان.[39]

## التأثير والإرث
- ألهمت أغنية " كدافول باثي ميروغام باثي " فلم2015   لسيم نيم الذي كان من إخراج راجي مينون[40]

## روابط خارجية
ألافاندهان
أبهاي في موقع رديف

## ببليوغرافيا
دانانجيان،2014. كتاب بعنوان الاعتزاز بالسينما التاميليه. المحيط الازرق للنشر
الرقم التسلسلي للكتاب (ISBN ( 978-93-84301-05-7.